# Sonny Clark
| Sonny Clark                               | Sonny Clark                               |
| Kattints az alábbi külső linkek egyikére! | Kattints az alábbi külső linkek egyikére! |
| ----------------------------------------- | ----------------------------------------- |
| Nem található szabad kép.(?)              |                                           |
| külső link · jogvédett                    | fekete-fehér fotó                         |

Sonny Clark (születési nevén: Conrad Yeatis Clark) (Herminie, Pennsylvania, 1931. július 21.  –  New York, 1963. január 13.)  hard bop stílusban játszó amerikai dzsesszzongorista.
Sokakkal játszott együtt: Kenny Burrell, Donald Byrd, Paul Chambers, John Coltrane, Dexter Gordon, Art Farmer, Curtis Fuller, Grant Green, Philly Joe Jones, Clifford Jordan, Jackie McLean, Hank Mobley, Art Taylor, Wilbur Ware, Charles Mingus, Sonny Rollins, Billie Holiday, Stanley Turrentine, Lee Morgan.
Alkohol- és drogfüggőség okozta szívroham vitte el.

## Önálló lemezei
- Oakland, 1955 (1955)
- Dial "S" for Sonny (1957)
- Sonny's Crib (1957)
- Sonny Clark Trio (1957)
- Sonny Clark Quintets (1957)
- Cool Struttin' (1958)
- The Art of The Trio (1958)
- Blues in the Night (1958)
- My Conception (1959)
- Sonny Clark Trio (1960)
- Leapin' and Lopin' (1961)